# 캐럴린 매코믹
캐럴린 이네즈 매코믹(영어: Carolyn Inez McCormick, 1959년 9월 19일 ~ )은 미국의 배우이다. 드라마 《로앤오더》 시리즈에서 엘리자베스 올리벳 박사 역을 맡은 것으로 유명하다. 헝거 게임 시리즈의 오디오북 해설도 담당했다.

## 출연 작품
- 메이플소프 (2018)
- 왓에버 웍스 (2009)
- 나이트 인 로댄스 (2008)
- 인스펙터 맘 (2006)
- 스펙트로피아 (2006)
- 러버보이 (2005)
- 언포기버블 블랙니스 (2004)
- 에멧의 마크 (2002)
- 유 노우 마이 네임 (1999)
- 스페이스 워리어 (1998)
- 크라이스 언허드 - 도나 야클릭 스토리 (1994)
- 아빠는 총각 (1994)
- 폭풍의 침묵 (1992)
- 에너미 마인 (1985)
- 탐정 스펜서 (1985)

### 텔레비전
- 스타 트렉: 더 넥스트 제너레이션 (1988-90)
- 로앤오더: 범죄 전담반 (1991-2009)
- 로앤오더: 성범죄 전담반 (1999-2001, 2013-18)
- 저징 에이미 (2001-04)
- 원 라이프 투 리브 (2010)

### 오디오북
- 헝거 게임 (2009)
- 캣칭 파이어 (2009)
- 모킹제이 (2010)